# Stephen Bennett

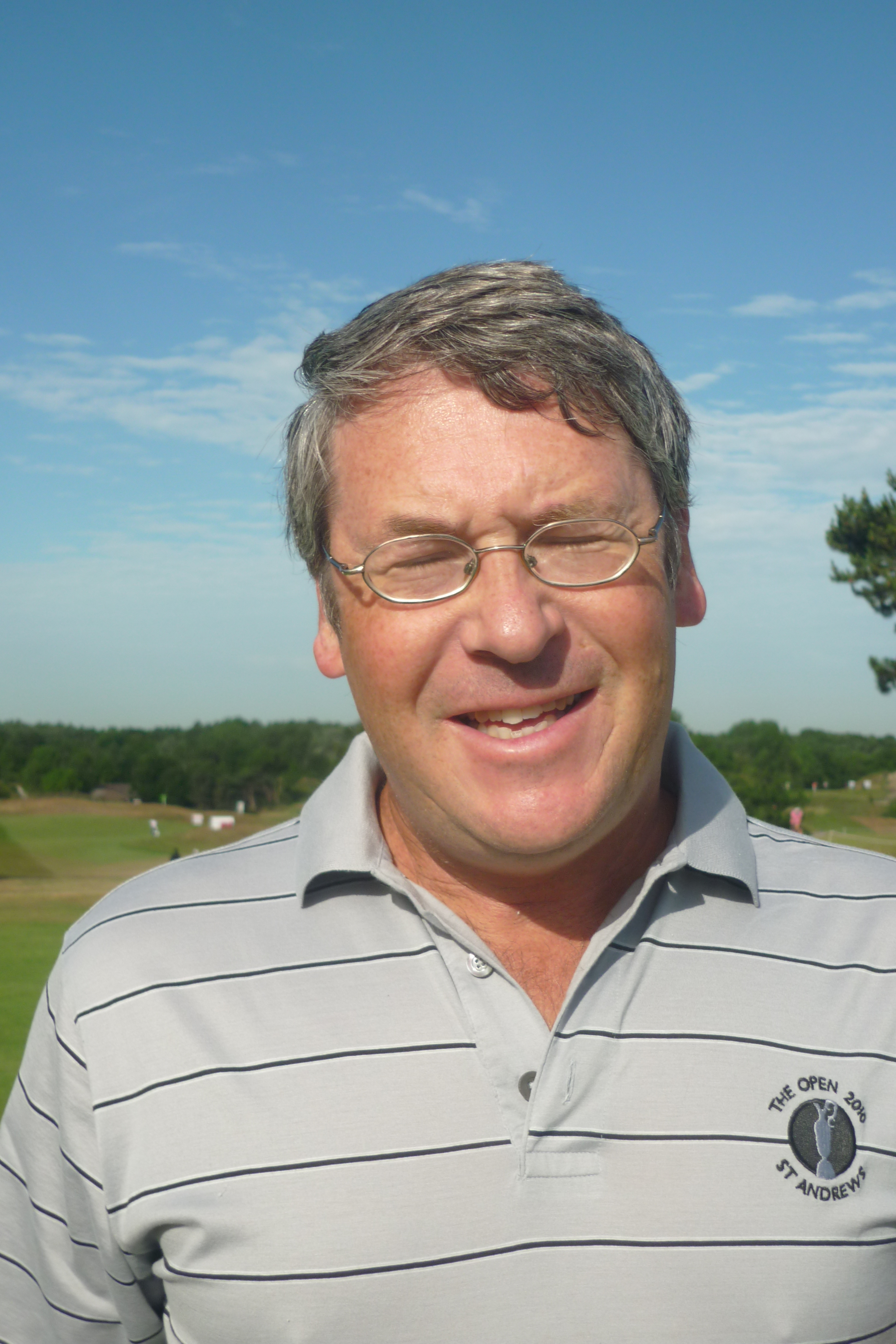
Stephen Bennett op de Dutch Senior Open 2010

Stephen Bennett (Cleethorpes, 23 april 1959) is een professioneel golfer uit Engeland.
Stephen Bennet werd in 1979 professional en speelt sinds 2009 op de Europese Senior Tour. Zijn beste prestaties waren gedurende de tachtiger jaren. Op de Europese PGA Tour won hij het Tunesisch Open. Daarnaast won hij een jaar later het Zimbabwe Open. 
In 1991 trouwde Bennett, ze kregen twee kinderen. Hij richtte zijn eigen Stephen Bennett Golf Academy op en werd coach van het Lincolnshire team. Na tien jaar geen Tourwedstrijden te hebben gespeeld besloot hij zich voor te bereiden op de Senior Tour.
In zijn rookiejaar op de Senior Tour eindigde hij op de 10de plaats bij het Schots Senior Open. In 2010 is het Van Lanschot Senior Open zijn tiende toernooi van het jaar. 

## Gewonnen
- 1985: Tunesisch Open (-3)
- 1986: Zimbabwe Open

## Teams
- PGA Cup: 1998 in Colorado